# City comedy
Per city comedy o, meno diffusamente, citizen comedy (tradotto letteralmente commedie cittadine) si intende uno specifico genere teatrale di matrice e diffusione anglosassone, d'uso nel tardo XVI secolo e inizio del XVII secolo in Inghilterra, durante il periodo del cosiddetto teatro elisabettiano. Può essere considerata l'antesignana della commedia di costume.
Le city comedies si distinguevano per essere ambientate nella città di Londra (nella quasi totalità dei casi neanche menzionata) ed erano incentrate su argomenti cittadini, che venivano trattati in chiave comica o anche satirica. Di fatto i personaggi rappresentati o erano comuni interpreti della vita quotidiana o rispecchiavano figure importanti e non della città, che potevano sia essere ridicolizzati che elogiati.
La prima delle city comedies è comunemente riconosciuta in Englishmen for My Money, or A Woman Will Have Her Will di William Haughton, rappresentata nel 1598 dagli Admiral's Men. Il genere, divenuto popolare, ebbe numerosi drammaturghi che la fecero propria: tra questi vi fu il celebre Thomas Middleton.